# Únik kapitálu
Únik kapitálu nebo kapitálový přesun (anglicky capital flight) je ekonomický jev u kterého aktiva nebo peníze rychle opouštějí ekonomiku v důsledku náhlých ekonomických událostí. Mezi takové události patří náhlé zvýšení daní z kapitálu nebo dluhové prodlení státu a další události, které způsobí ztrátu důvěry v ekonomickou sílu země.
Únik kapitálu vede k zániku bohatství a je obvykle doprovázeno prudkým poklesem směnného kurzu postižené země – znehodnocení v režimu proměnlivých směnných kurzů nebo nucené devalvace v režimu fixních směnných kurzů.